# Naturhistoriskt museum
Ett naturhistoriskt museum är ett museum ägnat åt naturvetenskap, företrädesvis biologi, och dess utveckling genom åren.

## Exempel
- Naturhistoriska riksmuseet
- Göteborgs Naturhistoriska museum
- Field Museum of Natural History
- Natural History Museum
- Naturhistoriska riksmuseet, Bagdad